# Tappara
Tappara ist ein finnischer Eishockeyverein aus Tampere, der in der Liiga spielt. Seine Heimspiele absolviert Tappara seit Ende 2021 in der Nokia-areena. Der Verein wurde 1932 unter dem Namen Tammerfors Bollklubb, kurz TBK, gegründet und gewann in seiner Geschichte 20-mal die finnische Meisterschaft und ist damit Rekordmeister.

## Geschichte

### Anfänge als TBK

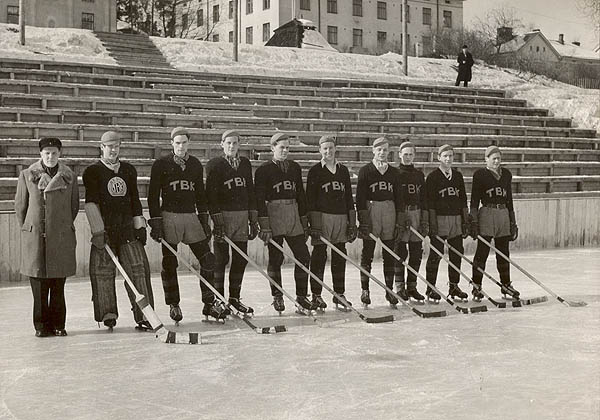
Mannschaft von TBK 1945

Der Verein, der heute als Tappara bekannt ist, wurde im Jahr 1932 als Tammerfors Bollklubb (TBK) gegründet und bestand hauptsächlich aus Schülern der schwedischen Schule in Tampere. Der Verein unterhielt damals Abteilungen für Fußball, Bandy und Eishockey. Das erste offizielle Eishockeyspiel wurde im Jahre 1934 ausgetragen.
1942 wurde TBK in die höchste Eishockeyspielklasse, die SM-sarja, aufgenommen und erreichte den ersten Sieg gegen Tarmo Hämeenlinna im Januar 1943. 1946 belegte das Team den dritten Platz der Meisterschaft und gewann – wie in Finnland üblich – damit die erste Bronzemedaille der Vereinsgeschichte. Die Meisterschaft gewann der Lokalrivale Ilves, gegen den TBK während der Saison mit 4:19 verloren hatte.

### Erste Erfolge (1953–1964)

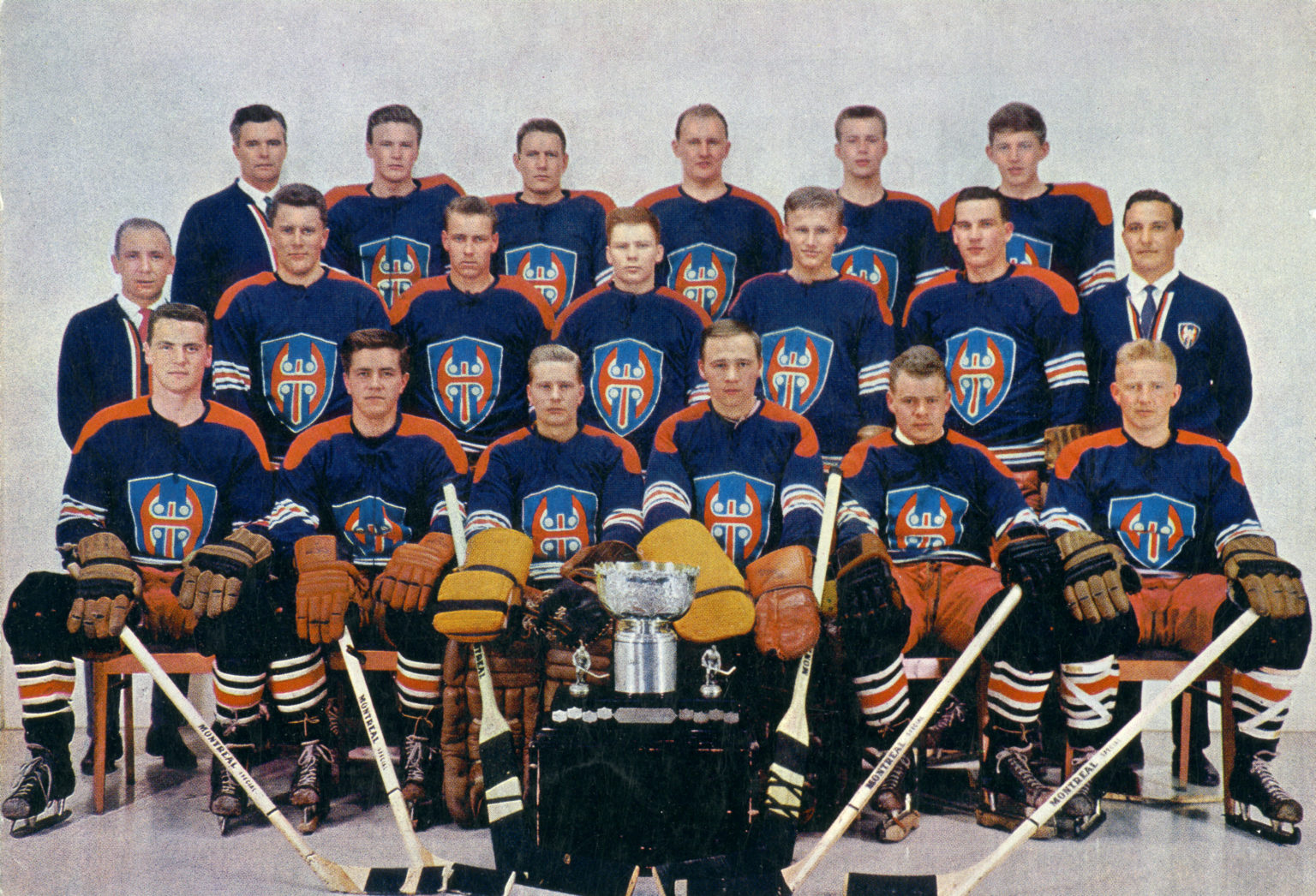
Tapparas Meisterschaftsteam der Saison 1960/61

Die erste Ära von Vereinserfolgen waren die 1950er Jahre, als TBK drei Mal in Folge – 1953 bis 1955 – die nationale Meisterschaft gewann. Im Jahr 1955 änderte das Team seinen ursprünglichen schwedischen Namen in das finnische Wort für Streitaxt, Tappara, um finnischsprachige Spieler anzuziehen. In den folgenden neun Jahren gewann Tappara drei weitere Meisterschaften (1959, 1961 und 1964), drei Vize-Meisterschaften (1958, 1960 und 1963) sowie drei Bronzemedaillen (1956, 1957 und 1962). Diese Siegesserie wurde 1965 beendet, als Tappara für eine Saison in die zweite Spielklasse abstieg, jedoch den sofortigen Wiederaufstieg realisierte. 1965 wurde für die Eishockey-Weltmeisterschaft 1965 die Tampereen jäähalli erbaut, die nach Ende des Turniers als Heimspielstätte von Tappara genutzt wurde. Noch heute tragen Tappara und deren Lokalrivalen Ilves und Koo-Vee ihre Heimspiele dort aus.

### Die zweite Erfolgswelle (1975–1988)
Erst Mitte der 1970er Jahre fand Tappara den Weg zurück zum Erfolg, vor allem aufgrund einiger legendärer Spieler wie Torhüter Antti Leppänen und Verteidiger Pekka Marjamäki. Gewann das Team 1973 noch die Bronzemedaille, folgte 1974 die Vizemeisterschaft und 1975 die siebte Meisterschaft der Vereinsgeschichte. Diesen Erfolg wiederholte Tappara 1977, 1979, 1982 sowie 1984 – damit hatte der Verein bis zu diesem Zeitpunkt elf Meisterschaften gewonnen. 1980 nahm Tappara erfolgreich am Europapokal teil und belegte mit zwei Siegen und einer Niederlage im Finalturnier den zweiten Platz.

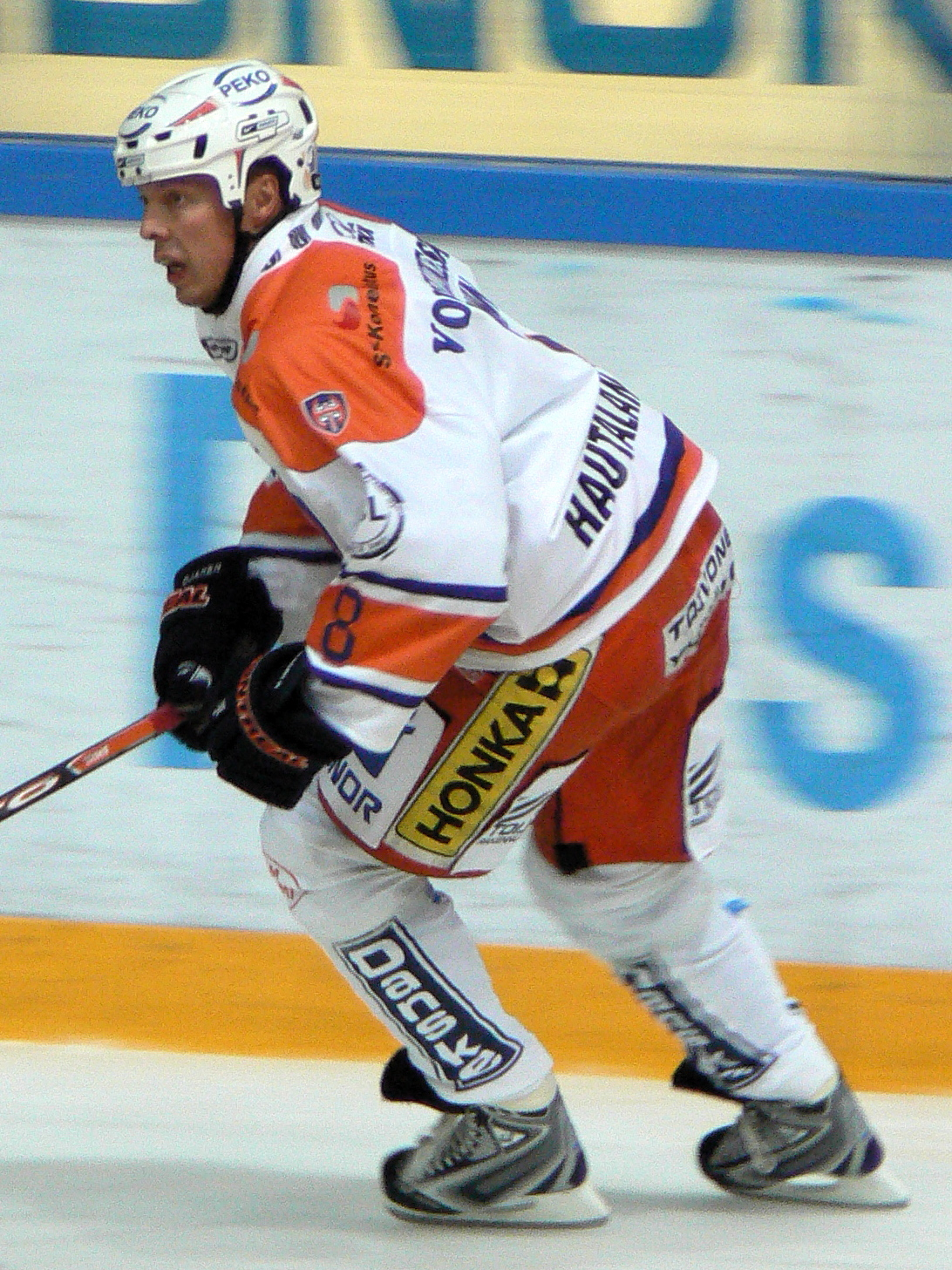
Janne Ojanen erzielte 799 Scorerpunkte in 876 Einsätzen für Tappara

Zwischen 1986 und 1988 gewann Tappara drei Mal in Folge die finnische Meisterschaft, daher wird die Mannschaft dieser Ära, die von Rauno Korpi trainiert wurde, als stärkste der Vereinsgeschichte angesehen. Unter Führung von Spielern wie Timo Susi und Erkki Lehtonen reiften Nachwuchstalente, wie beispielsweise Teppo Numminen und Janne Ojanen, in dieser Ära zu Leistungsträgern.
1988 gewann die finnische Nationalmannschaft die erste Medaille bei Olympischen Winterspielen, wobei einige Tappara-Spieler den Stamm des finnischen Olympiakaders bildeten. Die Tappara-Spieler Erkki Lehtonen und Janne Ojanen erzielten die Tore für Finnland beim entscheidenden 2:1-Sieg gegen die Sowjetunion, welcher den zweiten Platz und die Silbermedaille sicherte.

### Entwicklung seit 1990

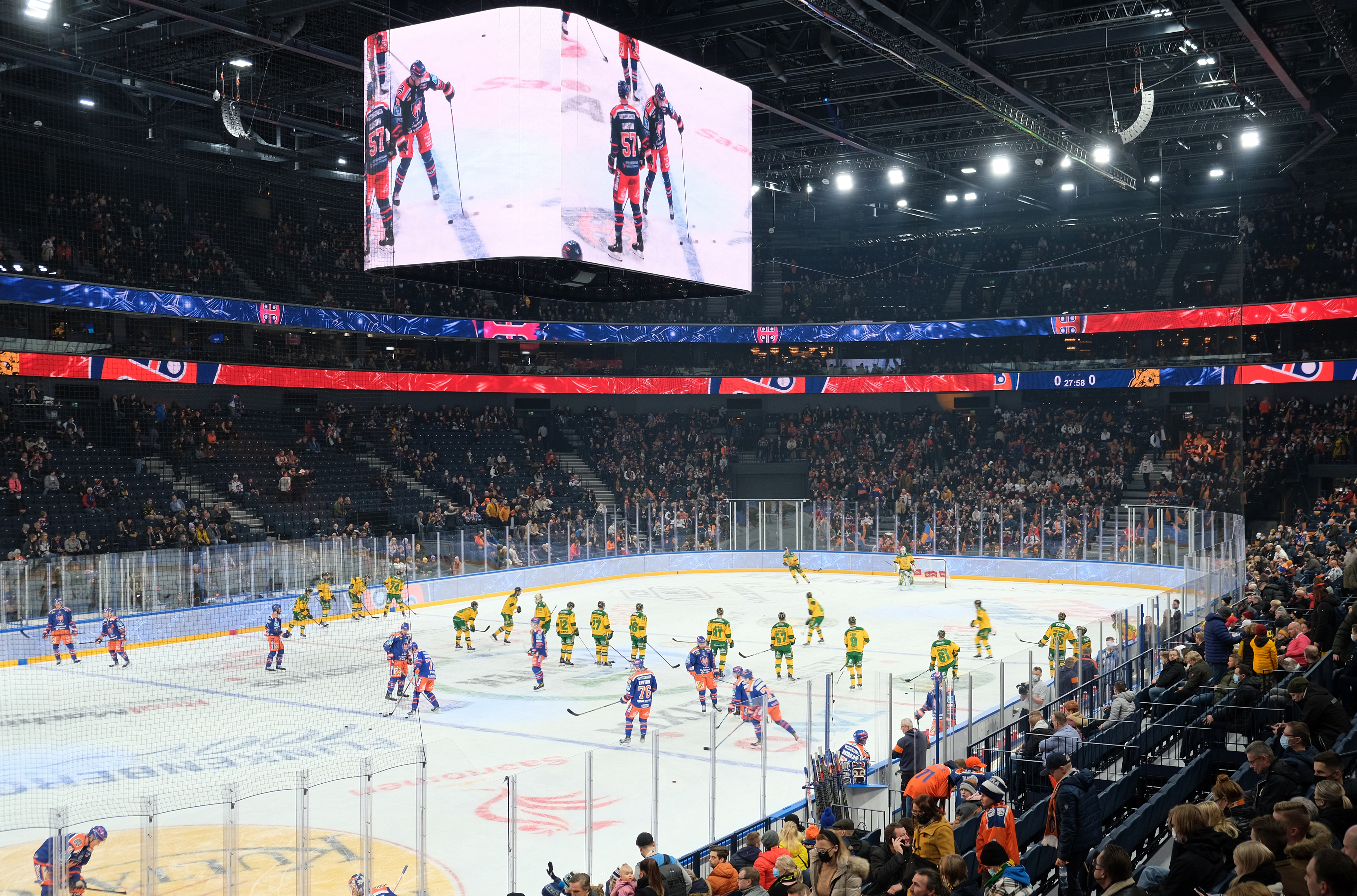
Tappara – Ilves Nokia-areena

In den 1990er Jahren konnte Tappara, bis auf den dritten Platz in der Saison 1989/90, keine nennenswerten Erfolg erreichen. Im Gegenteil – am Ende der Spielzeit 1991/92 musste das bis dahin so erfolgsverwöhnte Team in den Play-downs gegen Kärpät Oulu um den Klassenerhalt kämpfen. 1995 wurde der Tappara-Spieler Timo Jutila zum Kapitän der finnischen Nationalmannschaft ernannt, die bei der Weltmeisterschaft des gleichen Jahres die Goldmedaille gewann.
In den frühen 2000er Jahren kehrte Tappara zu erfolgreicheren Zeiten zurück und erreichte in den Jahren 2001 und 2002 jeweils die Vizemeisterschaft. In der Saison 2002/03 gewann Tappara den fünfzehnten finnischen Meistertitel unter der Führung von Jukka Rautakorpi. 2008 folgte mit dem dritten Platz in der SM-liiga ein weiterer Erfolg, der durch die Finalteilnahme am Ende der Saison 2012/13 noch übertroffen wurde. Mit dem am 26. April 2016 errungenen 2:1-Erfolg über IFK Helsinki, dem 4. Sieg im 6. Spiel der finalen Playoff-Serie, konnte Tappara nach zwölf Jahren wieder einen Meistertitel feiern. Dieser Erfolg wurde bereits ein Jahr später wiederholt. 2022 gewann Tappara seine 18. finnische Meisterschaft und schlug TPS im Finale mit 4:1. Es ist der einzige Verein in Finnland, der 18 Mal die finnische Meisterschaft gewonnen hat. An zweiter Stelle steht der Lokalrivale Ilves, der 17 nationale Meisterschaften hat.
2023 und 2024 folgten die nächste Meisterschaften durch Siege in den Finalserien in beiden Jahren jeweils gegen die Pelicans aus Lahti.

## Erfolge
- SM-sarja:

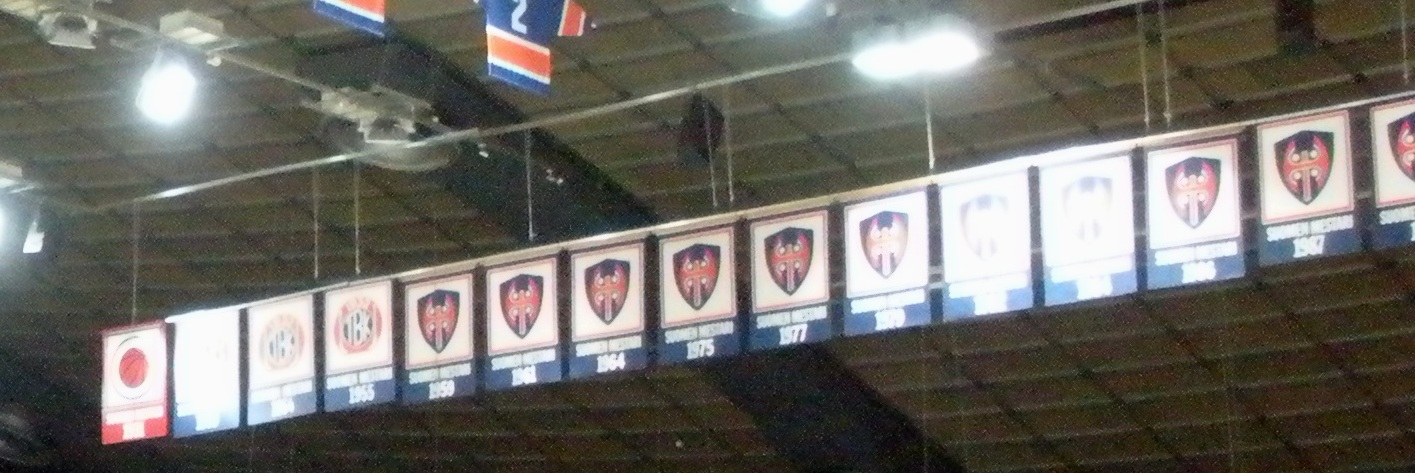
Die Meisterschaftsbanner in der Hakametsä

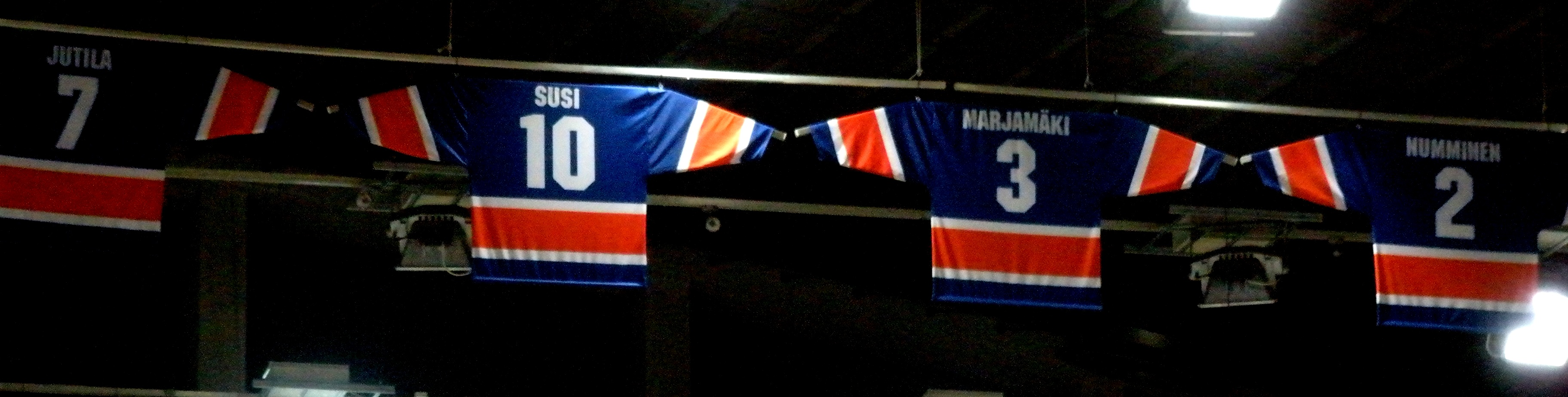
Die nicht mehr zu vergebenden Trikotnummern in der Hakametsä

  - 7× Finnischer Meister: 1953, 1954, 1955, 1959, 1961, 1964, 1975
  - 4× Finnischer Vizemeister: 1958, 1960, 1963, 1974

- SM-liiga:
  - 20× Finnischer Meister: 1977, 1979, 1982, 1984, 1986, 1987, 1988, 2003, 2016, 2017, 2022, 2023, 2024
  - 8× Finnischer Vizemeister: 1976, 1978, 1981, 2001, 2002, 2013, 2014, 2015

- Europapokal:
  - 1× Silber: 1980
- Champions Hockey League:
  - 1× Sieger: 2023
  - 1× 2. Platz: 2022

## Nicht mehr zu vergebende Rückennummern
- 2 Kalevi Numminen
- 3 Pekka Marjamäki
- 7 Timo Jutila
- 8 Janne Ojanen
- 10 Timo Susi

## Cheftrainer
- Jaakko Hietaniemi 1937–1950
- Jarl Ohlson 1950–61, 1965–66
- Aulis Hirvonen 1961–63
- Erkki Hytönen 1963–65
- Reijo Ojanen 1966–67
- Matti Haapaniemi 1967–68
- Esko Luostarinen 1968–1970
- Kalevi Numminen 1970–1979, 1991–1992
- Rauno Korpi 1979–1982, 1985–1991, 1997–1998
- Olli Hietanen 1982–1984
- Esko Niemi 1984
- Jorma Kurjenmäki 1984–1985
- Pertti Hasanen 1992–1993
- Boris Majorow 1993–1994
- Kaj Matalamäki 1994–1995, 2005
- Jukka Rautakorpi 1995–1997, 1999–2003, 2005–2006, 2012–2014, 2017–2020
- Ismo Läntinen 1998–1999
- Mika Saarinen 2003–2005
- Mikko Saarinen 2005, 2008–2010
- Rauli Urama 2006–2008
- Sami Hirvonen 2010–2011
- Risto Dufva 2011–2012
- Jussi Tapola 2014–2017, 2020–2023
- Rikard Grönborg seit 2023